# Jane Monheit
Jane Monheit (3 de noviembre de 1977) es una cantante de jazz. Ha colaborado con artistas como John Pizzarelli, Michael Bublé, Ivan Lins, Terence Blanchard, Tom Harrell y Nicholas Payton, y ha recibido nominaciones Grammy para dos de sus registros.

## Comienzos
Monheit creció en Oakdale, Nueva York, en Long Island. Empieza a cantar profesionalmente mientras asiste al Instituto Connetquot en Bohemia, N.Y., de donde se gradúa en 1995. De niña, Monheit pasó sus veranos como estudiante en el Centro Usdan para las Artes Creativas y Escénicas, y recibió el premio de alumna distinguida. Como estudiante en la Escuela de Música de Manhattan en Nueva York estudia voz con Peter Eldridge. Monheit se graduó con honores en la Escuela de Música de Manhattan en 1999, ganando un BA en música y recibiendo el Premio William H. Borden para un logro excepcional en Jazz. Quedó subcampeona en el Concurso de jazz vocal de 1998 del Thelonius Monk Jazz Institute tras Teri Thornton. Ella y su marido, el batería Rick Montalbano Jr., actualmente residen en Nueva York. Tienen un niño.

## Carrera

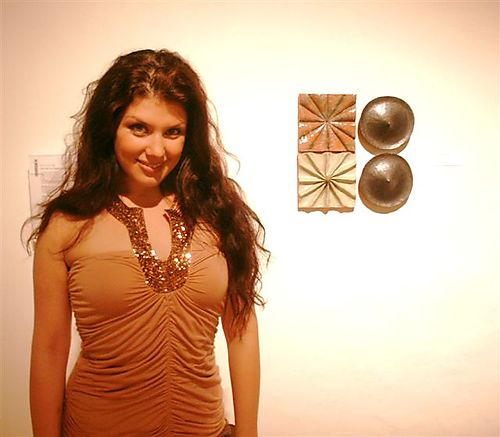
Jane Monheit

Monheit ha publicado diez álbumes y dos DVD, y ha aparecido como artista invitada en muchos otros. Aparece en la banda sonora de la película Sky Captain and the World of Tomorrow cantando "Over the Rainbow" . Ha aparecido en espectáculos televisivos como Emeril, Ramsey Lewis Leyendas de Jazz, Letterman, View, y Today. Monheit pasa la mayoría del año de gira con su banda, la cual actualmente incluye a Michael Kanan en el piano, Neal Miner en el bajo, y Rick Montalbano en la batería. También actúa con las orquestas sinfónicas importantes.
En 2013, Monheit fue tutora y juez para la Songbook Academy, un curso de verano intensivo para alumnado de instituto, organizado por la Great American Songbook Foundation y fundado por Michael Feinstein.
En 2015, Monheit formó parte del jurado de los Independent Music Awards.
Su álbum de 2013  The Heart of the Matter incluye estándares conocidos, composiciones de Lennon/McCartney, Randy Newman, dos temas de Ivan Lins grabados en el portugués original, y, por primera vez, un tema original de Monheit. “Sabía que quería que la elección del material se basara en el contenido de las letras”, dice Montheit de la selección de canciones. Entre los temas del álbum destacan “Until Its Time for You to Go”,escrita por Buffy Sainte-Maire y la versión "brasileña" de “Sing” de Joe Raposo. El sonido de The Hart of the Matter es el resultado de la colaboración con el productor Gil Goldstein, que ha trabajado con Wayne Shorter, Gil Evans y Pat Metheny y también produjo en 2009 el disco The Lovers,The Dreamers, and Me de Monheit.
En su último álbum Jane Monheit rinde homenaje a una de las grandes damas del jazz con The Songbook Sessions: Ella Fitzgerald, proyecto dirigido arreglado y producido por Nicholas Payton.

## Discografía

### Álbumes de estudio
| Año  | Álbum                                                            |
| ---- | ---------------------------------------------------------------- |
| 2000 | Never Never Land                                                 |
| 2001 | Come Dream with Me                                               |
| 2002 | In the Sun                                                       |
| 2004 | Taking a Chance on Love                                          |
| 2005 | The Season                                                       |
| 2007 | Surrender                                                        |
| 2009 | The Lovers, the Dreamers and Me (lanzado el 20 de enero de 2009) |
| 2010 | Home                                                             |
| 2013 | The Heart of the Matter                                          |
| 2016 | The Songbook Sessions: Ella Fitzgerald                           |

### Otros

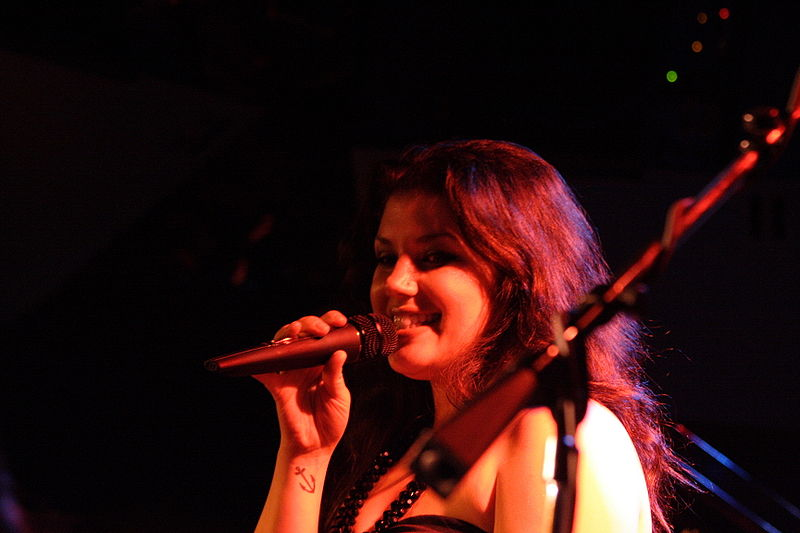
Jane Monheit Blue Note 2006

| Año  | Álbum                         |
| ---- | ----------------------------- |
| 2003 | Live at the Rainbow Room      |
| 2005 | The Very Best of Jane Monheit |

### Artista invitada
- Let's Get Lost - Terence Blanchard
- In Full Swing - Mark O'Connor
- The Frank and Joe Show 331⁄3 - Frank Vignola and Joe Ascione'
- Wise Children - Tom Harrell
- Standard Time - Steve Tyrell
- Brazilian Nights
- Session #55 - Les Brown & His Band of Renown - 1936–2001
- New Music from an Old Friend - various artists
- Friends and Family - Ray Brown, Jr.
- Enter The Mowo - Adam Dorn
- 2 Hands 10 Voices - Fred Hersch - un álbum benéfico para Broadway Cares/Equity Fights AIDS
- Legends of Jazz Showcase with Ramsey Lewis
- Radio Show - Tony DeSare
- 2 in Love - David Benoit - 2015

## Premios
Nominaciones
- 2003 - Grammy Award for Best Instrumental Arrangement Accompanying Vocalist(s); "Since You've Asked"
- 2005 - Grammy Award for Best Instrumental Arrangement Accompanying Vocalist(s); "Dancing in the Dark"